# Genjō kōan
Cette page contient des caractères spéciaux ou non latins. S’ils s’affichent mal (▯, ?, etc.), consultez la page d’aide Unicode.
Le Genjō kōan (現成公案) est un texte du Shōbōgenzō ("Le Trésor de l'Œil de la Vraie Loi"), le chef-d'œuvre de Dōgen, fondateur de l'école zen Sōtō. Dans ce texte, écrit dans sa jeunesse en 1233 mais qu'il a placé en tête de son recueil peu avant sa mort, Dôgen situe son enseignement dans la tradition bouddhique et expose les principaux thèmes du Shôbôgenzô: la pratique comme Éveil à la Voie bouddhique, l'impermanence des êtres et des choses.

## Titre
Le titre se compose de quatre caractères : 現 gen, 成 jô, 公 kô, 案 an, regroupés généralement en deux termes dans les traductions françaises.
- gen : verbe, apparaître, se manifester ou substantif, présent, la présence[n 1]
- jô : se réaliser, s'accomplir[n 1]
  - Genjô : concept non-dualiste signifiant une présence ici et maintenant en raison de la réalisation intérieure de soi[n 1] : « se réaliser comme présence ». Terme crucial dans le Shôbôgenzô où il apparaît 280 fois dans les 92 fascicules[1].
- kô : public, égalité : l'universel[n 1]
- an : réfléchir, invention, idée personnelle[n 1]
  - Kôan : composé lui-même de deux termes contradictoires, il désigne, dans la tradition zen, une sorte d'énigme que le maître soumet à ses élèves pour leur réflexion personnelle[n 1].

La traduction du titre varie sensiblement selon les auteurs, qui réalisent des compromis différents entre traduction littérale et expression de leur compréhension du sens que Dôgen exprime dans ce texte. On trouve ainsi : « Actualisation du point fondamental » (J. Brosse) — « Le kôan qui se réalise comme présence » (Y. Orimo) — « Répondre à la question de la vraie réalité à travers la pratique de notre activité journalière » (S. Okumura) - « Le kôan actualisé » (B. Faure) - « Aporie actualisée » (F. Girard). Kyôgô commente ainsi le titre original : « Le terme Genjô kôan doit s'appliquer à tous les noms (...) Il faut aussi appeler Genjô kôan chacun des textes de ce recueil [le Shôbôgenzô] (...) Genjô ne veut pas dire que ce qui était caché auparavant se réalise maintenant ».

## Présentation générale
Rédigé en 1233 par un Dôgen encore jeune, il s'agit probablement d'une lettre à un disciple, dont le texte a fait l'objet d'une révision (« établi », shûroku en japonais) en 1252, peu avant sa mort. Placé en tête du Sôbôgenzô (ce que pourrait signifier l'emploi du mot shûroku dans le colophon), c'est l'un des chefs-d’œuvre de ce recueil par sa poésie et sa dimension spéculative.
Le texte constitue un véritable traité de l'Éveil par une Réflexion sur soi, annonçant ainsi le non-dualisme du Shôbôgenzô. Pour Eikō Kyōgo, bien que tous les chapitres du Shôbôgenzô portent des noms distincts, ils constituent tous des Genjō kōan, des actualisations du kōan, des questionnements continuels de l'Éveil en notre être: « Même si chacun des fascicules expose des aspects multiples et diversifiés, ils ont tous pour principe sous-jacent la non-dualité ou vacuité. À travers tout le Shōbogenzō, du « Genjō kōan », le premier fascicule, à « Shukke », le dernier des 75 fascicules, est exprimé ce principe fondamental ». Ce que souligne encore Y. Orimo : « Il en est une sorte de préface qui annonce tous les thèmes du recueil. Le titre suggère que chacun des textes, comme notre existence elle-même, est à considérer comme un kôan ».
Sur ces thèmes, Yoko Orimo retrouve les mêmes recherches chez Kitarō Nishida, philosophe du XXe de l'école de Kyoto où Dôgen enseigna avant de s'en éloigner. Par ses propres recherches, K. Nishida explicite certaines notions elliptiques utilisées par Dôgen.

### Les quatre versets initiaux
Ces quatre versets forment l'incipit de premier texte du recueil, donc du recueil lui-même. Ils annoncent, dans un mouvement dialectique à l'occidentale, les développements qui suivront dans le texte puis dans le recueil, en plaçant l'enseignement de Dôgen dans le prolongement et l'approfondissement du bouddhisme originel puis du Mahâyâna. Ils constituent également les quatre temps d'un tétralemme (figure rhétorique courante chez Nagarjuna et dans le chan) avec les deux figures faussement antithétiques de l'Éveil et de l'illusion.
Bernard Faure, Yoko Orimo et Shohaku Okumura en proposent une interprétation relative à l'enseignement bouddhique de Dôgen.
- Le premier verset correspond au message fondamental du Bouddha[12] et présente l'apparition des aspects antithétiques. La Loi bouddhique, au sens conventionnel, est un « expédient salvifique » qui n'existe que dans le monde de l'illusion[13] [il-y-a] : « Lorsque tous les dharmas sont la Loi bouddhique, il y a illusion et éveil, pratique, naissance, mort, Buddhas et êtres sensibles »[14].
- Le second verset correspond au Mahâyâna et au Soutra du Cœur[15]. Il évoque la vraie Loi bouddhique, dans la négation des concepts nommés dans le premier verset[13] [il-n'y-a-pas] : « Lorsque les dix mille dharmas sont dénués de moi, il n'y a ni illusion ni éveil, ni Buddhas ni êtres sensibles, ni naissance ni extinction[14] ».

- Le troisième verset correspond à l'enseignement personnel de la bouddhéité par Dôgen[17]. Il évoque la Voie qui, contrairement à la Loi, transcende les deux réalités, conventionnelle et ultime[13] [il-y-a et il-n'y-a-pas] : « Comme la Voie bouddhique transcende fondamentalement la profusion et le manque, il y a naissance et extinction, illusion et éveil, êtres sensibles et Buddhas[14] ».

Approfondissement dialectique par négation de la négation. On trouve, en écho à la rhétorique de la négation de Dôgen, fréquente dans le Mahâyâna, cette remarque de K. Nishida : « l'unificateur de principes contradictoires doit être tel que nier c'est affirmer, de la même façon que pour un être vivant, mourir c'est naître ; un lieu de la conceptualité qui se faisant néant fait prendre forme à l'être » et « La conscience prend forme par le fait de la négation réciproque : le fond de notre conscience mène à un néant absolu ».
- Le quatrième verset est le moment de la poésie comme un kôan en acte, la Nature, c'est-à-dire la réalité telle quelle [ni il-y-a ni il-n'y-a-pas] : « Et pourtant les fleurs tombent en dépit de nos regrets, les herbes croissent à notre déplaisir[14] ». Ce koân, « c'est l'énonciation publique du vrai, sous forme d'énigme. L'actualiser, c'est non pas se représenter l'objet énigmatique, mais consentir à l'épreuve, se tenir dans cette ouverture, ainsi[21],[n 6]. » Dans ce moment de la poésie, la représentation sujet-objet est dépassée par la quantité de sens du kôan[22].

Frédéric Girard et Shohaku Okumura voient également dans ces quatre versets un double mouvement : d'une part l'absolu se manifeste dans les choses, dans des états (Buddha, vie etc.) relatifs ; et d'autre part la multiplicité se résorbe dans l'absolu (la nature de Buddha, la pensée pure) qui leur est immanente,.

## L'Éveil et l'illusion

### Réflexion de soi en soi-même
Pour quelqu'un qui est dans l'illusion, l'Éveil et l'illusion se présentent comme deux réalités opposées, alors que c'est ce dualisme qui est à l'origine de l'illusion. Réaliser l'Éveil suppose l'oubli de soi et se laisser attester par les dix mille existants : le pur corps de la Loi de l'Éveillé en lui-même est comme le méta-espace. En résonance aux existants, il présente sa forme comme la lune au milieu de l'eau son reflet,. Mais la lune au milieu de l'eau n'est pas un simple reflet : « La Lune entière et le ciel entier dans la rosée d'un brin d'herbe que dans une goutte d'eau », en tant que reflet du reflet qu'est la lune, elle symbolise la Réflexion de soi en soi-même.
Kitarō Nishida explicite ce qu'est « la Réflexion de soi en soi » en faisant appel à la figure de l'« unité des contradictoires », qu'enseigne Dôgen par la dialectique des quatre premiers versets. L'intuition, qui est l'a-perception pure constituant notre monde expérimental (par la pratique du shikantaza, qui est au centre de l'enseignement du zen sôtô), ne se réduit pas à une fusion sujet-objet, qui serait encore un objet vu, mais doit être le fait de se voir en soi-même et ramène toujours à ici et maintenant. L'objet qui paraît transcendant n'est alors rien d'autre que l'aspect constitutif de l'intuition qui se réfléchit en elle-même. En japonais, le terme qui désigne ce qui serait l'espace de la Réflexion de soi en soi-même, méta-espace transcendant, est composé des deux caractères : ko et ku, désignant tous deux « rien » et « vide » : espace purement spéculatif que souligne cette double négation.

### L’impermanence
A l'aide de deux métaphores (le bateau qui suit le courant, la bûche qui se consume), Dôgen introduit à la fois l'ainsité d'un Présent éternel en rupture avec la représentation ordinaire d'une succession temporelle, et l'absence de permanence, avec cette formule : « on ne considère pas que l'hiver devient le printemps, on ne dit point que le printemps devient l'été ». Chaque « position dharmique » (arbre - bûche - cendres, ou hiver - printemps - été) est indépendante et ne peut être vécue que dans le moment présent, qui n'a pas de durée : « le moment présent est la seule réalité dont nous puissions faire l'expérience (...) Les expériences du passé et du futur n'apparaissent que comme production mentale à l'intérieur du moment présent ».
Pas de durée, donc pas de temps, mais pas d'éternité non plus, car ce « moment tout juste » est celui de l'ainsité, du tel quel, du non-soi : « Ce maintenant » ne nous introduit ni à l'éternité ni à la durée. Il ne dure ni ne passe, il apparaît et disparaît. Discontinu comme ce moment qui arrive et est toujours/déjà arrivé, chaque fois singulier comme ce moment tout juste de l'ainsité, toujours concret puisque lié à la « position dharmique ».
Pas de soi transcendantal et permanent car « nous existons toujours au présent (...) Chacun en son temps est tout entier ce qu'il apparaît. Chaque maintenant se définit par cette apparition globale et singulière ».
Les deux points de vue opposés sont associés, mais B. Faure souligne l'immutabilité alors que Y. Orimo souligne le mouvement, tandis que P. Nakimovitch les concilie : « pas d'innovation, ni d'évolution, mais un renouvellement perpétuel. La bouddhéité [qui s'actualise à travers les existants : la bûche, le printemps] est la condition de possibilité de son actualisation. Se posant, elle se présuppose ; elle ne se présuppose qu'à l'instant où elle se pose, toujours au présent, sans première fois ». Pas de moi non plus puisque  « si on les analyse, corps et pensée se ramènent à des agrégats qui se joignent et disjoignent à tout instant (...) la bouddhéité n'est pas une âme ». La pensée pure, la bouddhéité elle-même n'est pas non plus un état en soi qui subsisterait hormis les choses : elle leur est immanente.
Pour appuyer cet enseignement, Dôgen fait appel à la pratique de la pensée réflexive : « Si, opérant un retour sur vous-même, vous restez attentifs à chacun de vos actes, le principe en vertu duquel les dharmas sont dénués de moi apparaît clairement ».

### La pratique ici et maintenant
Le texte s'achève sur un thème récurrent du Shôbôgenzô, l'importance de la pratique, illustré d'abord par la double métaphore des oiseaux et des poissons : comme eux, dans le ciel et dans l'eau sans limites, « c'est toujours ici et maintenant que l'on obtient le chemin et le lieu de la pratique ». Puis un dialogue entre un moine et son maître de zen illustre la primauté de la pratique sur la pensée, comme une critique de la notion Tendaï de l'éveil foncier, selon laquelle l'Éveil étant présent chez chacun des êtres, la pratique et l'étude sont inutiles.
Au-delà des enseignements de Bouddha et du Mahâyâna sur le « sans-soi fixe », la « Voie de Bouddha » que propose Dôgen est non pas quelque chose à obtenir par la pratique dont elle serait le but : la Voie est notre pratique elle-même dans la vie quotidienne. « Simplement pratiquer, non pas parce que nous voulons fuir le samsâra ou atteindre le nirvâna, mais simplement pratiquer ici et maintenant sans aucun agenda ». Or l'« ici et maintenant », c'est à la fois le cadre de notre existence et notre existence elle-même, puisqu'elle n'est ni dans le temps ni dans l'espace étant elle-même le temps et l'espace.
Pas de métaphysique donc dans la Voie de Bouddha, comme Pierre Nakimovtch le souligne : « Les existants vulgaires conçoivent faussement l'Éveil comme un mode de connaissance de l'absolu (...) L'Éveil n'ouvre pas sur une réalité métaphysique, fût-ce celle du néant (...). Le monde de l'Éveil est le même que celui de la conscience karmique, mais l'Éveil le perçoit comme tel sans réifier ni néantiser. Pas de chemin vers le vrai, ni de lieu de son dévoilement à l'infini, si ce n'est dans la finitude, au jour le jour ».
L'Éveil n'est pas le but mais la pratique.